# Guido Ubaldo Abbatini

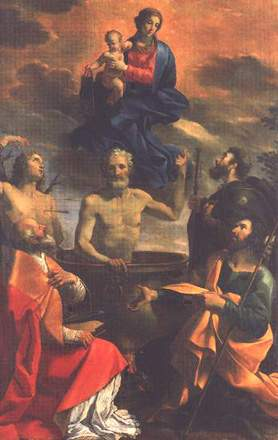
Virgen con el Niño y santos, retablo Scheggino, 1644.

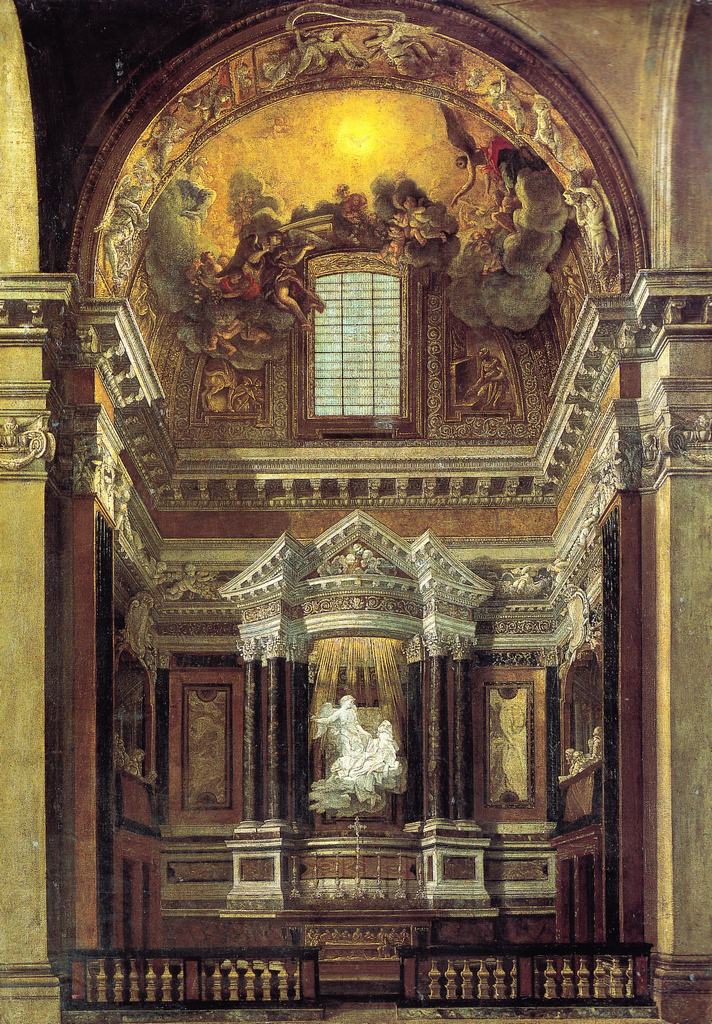
Pintura del propio Abbatini que reproduce el aspecto de la capilla Cornaro, 1652 (Staatliche Museum, Schwerin).

Guido Ubaldo Abbatini (Città di Castello, c. 1600-Roma, 1656) fue un pintor barroco italiano.

## Biografía
Nacido en Città di Castello, entró tempranamente a trabajar como aprendiz en el taller del Caballero de Arpino en Roma, siendo apreciado por sus contemporáneos especialmente como fresquista, aun cuando, falto de originalidad, adaptó su estilo al de los maestros con los que colaboró.
Ayudante de Bernini, entre 1630 y 1650 se encargó primordialmente de ejecutar al fresco los diseños del maestro en diversas iglesias romanas: de 1647 a 1652, en Santa Maria della Vittoria, llevará a cabo las pinturas de la bóveda de la capilla Cornaro, en la que se conserva el famoso grupo del Éxtasis de Santa Teresa de Bernini; en la iglesia de San Agustín pintó en 1649 el retablo de la Asunción de la Virgen en la capilla Angelo Pío; alrededor del mismo año, los frescos de la capilla Raimondi en San Pietro in Montorio, en colaboración con el clasicista Giovanni Francesco Romanelli.
Al mismo tiempo, además de recibir modestos encargos de pintura en grisalla para la Basílica de San Pedro del Vaticano, se inició en 1634 en la realización de mosaicos, colaborando con Giovanni Battista Calandra, el más destacado especialista del género en su tiempo. 
En el Vaticano son suyos los frescos de la Sala de Carlomagno, datados entre 1635 y 1637, y los poco posteriores de la Sala de la condesa Matilde di Canossa, sobre dibujos de Giovanni Francesco Romanelli, con escenas de la vida de la condesa. En 1653 volverá a ser llamado para trabajar en la Basílica de San Pedro, encomendándosele la decoración con mosaicos de la capilla del Sacramento, y al año siguiente, sobre diseños de Pietro da Cortona, los frescos de la pequeña cúpula de la capilla de San Sebastián.   
Fuera de Roma, en la iglesia de San Nicolás de Scheggino, Perugia, se le atribuye el retablo de la Virgen en gloria y Santos, datado 1644, y en Umbría pintó en 1654 una serie de frescos por encargo del cardenal Fausto Poli, para la iglesia de San Fortunato en Poggioprimocaso, cerca de Cascia.
También se le atribuyen retratos de los papas Urbano VIII e Inocencio X, y de los cardenales Rinaldo de Este y Francesco Barberini. Proporcionó además dibujos para grabados, como los que adornan la portada del libro Aedes Barberinae ad Quirinalem, editado por Girolamo Teti en 1647, cuyo original fue propiedad de la reina Cristina de Suecia.

## Enlaces externor
- Wikimedia Commons alberga una categoría multimedia sobre Guido Ubaldo Abbatini.

- Datos: Q282810
- Multimedia: Guido Ubaldo Abbatini / Q282810